# Crotalia cintractiae-fischeri
Crotalia cintractiae-fischeri är en svampart som beskrevs av Liro 1939. Crotalia cintractiae-fischeri ingår i släktet Crotalia och familjen Anthracoideaceae.   Inga underarter finns listade i Catalogue of Life.